# Ground-based augmentation system
Pour les articles homonymes, voir LAAS.

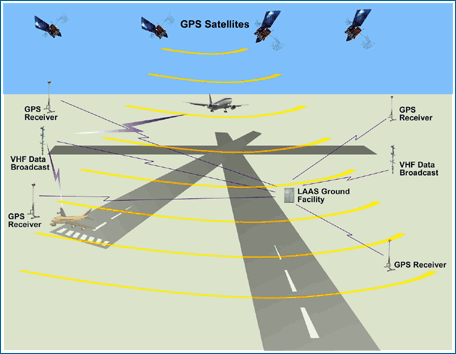
Architecture du LAAS

Le  ground-based augmentation system (GBAS) anciennement local-area augmentation system (LAAS) est un système d'atterrissage d'avion tous temps basé sur la correction différentielle temps réel du signal GPS. Dans un aéroport, des récepteurs GPS locaux de référence envoient des données à un système central à l'aéroport. Ces données sont utilisées pour former un message de correction, qui est alors transmis aux utilisateurs (avions) par l'intermédiaire d'une liaison de transmission de données VHF. Un récepteur embarqué dans l'avion utilise cette information pour corriger les signaux GPS, et peut alors fournir un affichage standard ILS à utiliser en naviguant en approche de précision. L'Organisation de l'aviation civile internationale (OACI) appelle ce type de système un Ground Based Augmentation System (GBAS).
En 2001, le LAAS était capable de réaliser une précision ILS de catégorie I, de 16 m en latéral et 4 m en vertical. Le but du programme LAAS était de fournir une précision ILS de catégorie III. La FAA n'a pas spécifié la précision minimale exigée pour les erreurs ILS de catégorie III. Cependant, une approche ILS de catégorie III permet à l'avion d'atterrir avec une visibilité zéro en utilisant des systèmes d'auto-atterrissage et indique une grande précision < 1 m.